# Ace o Nerae!
Ace o Nerae! (japanisch エースをねらえ! ‚zum Ass streben‘) ist eine Manga-Serie der japanischen Zeichnerin Sumika Yamamoto, die in Japan von 1973 bis 1980 veröffentlicht wurde. Das Werk wurde als Anime und Dorama adaptiert und ist in die Genres Shōjo, Sport und Romantik einzuordnen. Es behandelt den Aufstieg einer jungen und talentierten Tennisspielerin.

## Inhalt
Die Oberschülerin Hiromi Oka ist fasziniert von ihrer älteren Mitschülerin Reika Ryūzaki, der besten Spielerin im Tennisteam der Schule. Sie eifert ihr nach und bald erkennt der neue Trainer Jin Munakata ihr Talent. Doch zunächst ist Hiromi Oka noch unsicher zögerlich, wird aber bald immer besser.
Als sie sich in den Tennisspieler Takayuki Tōdō verliebt, rät ihr Trainer ihr davon ab, sich von ihren Gefühlen leiten zu lassen. Das nimmt sie jedoch schwer mit und wirkt sich bald auch auf ihre Leistungen aus. Nur mit der Unterstützung ihrer Freunde und des Trainers gelingt es ihr, ihre Krise zu überwinden.

## Veröffentlichung
Der Manga erschien von 1973 bis 1980 im Manga-Magazin Margaret des Verlags Shūeisha. Die Kapitel wurden auch in 18 Sammelbänden veröffentlicht. Die Serie wurde mehrfach neu aufgelegt.

## Adaptionen

### Animes
1973 wurde von Madhouse und Tokyo Movie Shinsha auf Grundlage des Mangas eine 26-teilige Anime-Serie produziert. Dabei führte Osamu Dezaki Regie, für das Charakterdesign waren Akio Sugino und Takeo Kitahara verantwortlich und künstlerischer Leiter war Noboru Ryūike. Die Serie wurde vom 5. Oktober 1973 bis zum 29. März 1974 von MBS in Japan ausgestrahlt. Es folgten Übersetzungen ins Französische, Spanische und Italienische.
1978 produzierte Tokyo Movie Shinsha eine zweite Staffel Shin Ace o Nerae! („das neue Ace o Nerae!“), die vom 14. Oktober 1978 bis zum 31. März 1979 bei Nippon TV gezeigt wurde und Übersetzungen ins Spanische und Italienische erfuhr. 1979 kam außerdem ein Kinofilm heraus, der die erste Staffel zusammenfasst.
Von 1988 bis 1990 folgten zwei Original-Video-Animation-Reihen mit 13 beziehungsweise 12 Teilen auf je 6 VHS-Kassetten, die unter den Titeln Ace o Nerae! 2 und Ace o Nerae! 2 Final Stage veröffentlicht wurden.

#### Synchronisation
| Rolle            | Japanischer Sprecher (Seiyū)                                     |
| ---------------- | ---------------------------------------------------------------- |
| Hiromi Oka       | Makoto Kōsaka                                                    |
| Jin Munakata     | Kōji Nakata                                                      |
| Reika Ryūzaki    | Masako Ikeda                                                     |
| Takayuki Tōdō    | Katsuji Mori                                                     |
| Maki Aikawa      | Masako Sugaya                                                    |
| Kyoko Otowa      | Kazue Komiya                                                     |
| Ranko Midorikawa | Kazuko Yanaga                                                    |
| Takashi Chiba    | Osamu Ichikawa (erste Sprecher) Kenyu Horiuchi (zweite Sprecher) |
| Miho Hoshino     | Makoto Kōsaka                                                    |
| Yu Ozaki         | Michihiro Ikemizu                                                |

#### Musik
Die Musik der ersten Staffel komponierte Gō Mizawa. Für den Vorspann verwendete man das Lied Ace o Nerae! (エースをねらえ！), für den Abspann Shiroi Tennis Court (白いテニスコートで, dt. „weißer Tennisplatz“), beide gesungen von Kumiko Ōsugi.
Die Musik der zweiten Staffel stammt von Kōji Makaino. Der Vorspann ist Seishun ni Kakero! (青春にかけろ!) und der Abspann Asu ni Mukatte (明日に向かって), getextet von Machiko Ryū und gesungen von der Johnny's-Band VIP.
Im Kinofilm war Makaino ebenfalls für die Filmmusik verantwortlich. Im Film wurden die Titel Mabushii Kisetsu ni (まぶしい季節に) und Harukana Yume (はるかな夢) verwendet, getextet von Machiko Ryū und gesungen von Shōnen Tanteidan.
Bei beiden OVA-Reihen stammt die Musik von Hiroaki Serizawa. In der ersten OVA wurde im Vorspann Endless Dream (エンドレス・ドリーム) und im Abspann Tōku kara Miteite (遠くから見ていて) verwendet, und im zweiten Never Say Good Bye bzw. Manatsu no Arisu (真夏のアリス). Diese wurden ebenfalls getextet von Machiko Ryū und gesungen von Hiroko Moriguchi.

### Dorama
TV Asahi strahlte vom 15. Januar 2004 bis 11. März 2004 eine Adaption des Mangas als Dorama aus. Das Drehbuch für die Produktion von Motohiro Matsumoto und Shizuo Sekiguchi schrieb Akiyo Takikawa. Die Hauptrollen wurden dargestellt von Aya Ueto (Hiromi Oka) und Rio Matsumoto (Reika Ryūzaki). Die Musik komponierte Norihito Sumitomo.

### Videospiel
Für Super Famicom veröffentlichte Nippon Telenet am 22. Dezember 1993 ein Videospiel zu Ace o Nerae!. Im Spiel muss man, um die Liebe eines älteren Schülers zu gewinnen, die Gegnerin im Tennis besiegen.

## Rezeption
Die Gainax-Produktion Top o Nerae! spielt in ihrem Titel und einigen Charakteren auf die Sport-Serie Ace o Narae! an.